# Operação Ametista Real
A Operação Ametista Real foi uma operação militar levada a cabo pelo Batalhão de Comandos da Guiné, decorrida em 8 de Maio de 1973 no decurso da Guerra Colonial na Guiné-Bissau, que tinha como finalidade «aniquilar ou, no mínimo, desarticular a organização do lN na região de Guidaje-Bigene».
A operação dividiu as forças executantes em três agrupamentos:
- Agrupamento Romeu - 1.ª Companhia de Comandos - capitão António Ramos;
- Agrupamento Bombox - 2.ª Companhia de Comandos - capitão Matos Gomes;
- Agrupamento Centauro - 3.ª Companhia de Comandos - capitão Raul Folques.

Após o embarque do Batalhão de Comandos numa lancha de desembarque grande (LDG) escoltada por duas LFD e desembarque em Ganturé seguido de um briefing em Bigene, a operação teve início pelas 23h50m em direcção a Norte. O primeiro contacto com as forças do PAIGC foi desencadeado pelo Agrupamento Bombox, após bombardeamento aéreo inicial por aeronaves Fiat G-91.